# Ludowa Partia Chłopska
Ludowa Partia Chłopska (serb. Narodna seljačka stranka / Народна Сељачка Странка, NSS) – serbska partia polityczna o profilu agrarnym.

## Historia
Partia powstała 20 maja 1990 w Nowym Sadzie, na jej czele stanął Dragan Veselinov. W 1990 uzyskała jeden mandat w serbskim Zgromadzeniu Narodowym. Ponownie reprezentowane w parlamencie krajowym przez pojedynczych posłów po wyborach w 1997 i w 2000, wchodziła wówczas w skład Koalicji Wojwodiny. W 2002 nowym przewodniczącym partii został Marijan Rističević, który trzykrotnie kandydował w wyborach prezydenckich. Po 2003 ugrupowanie znalazło się poza parlamentem, bez efektów współpracowało w wyborach z innymi partiami. Przed wyborami w 2012 weszła w skład zwycięskiej koalicji skupionej wokół Serbskiej Partii Postępowej, w ramach której uzyskała jeden mandat poselski, utrzymując go również w przedterminowych wyborach w 2014. Współpracę wyborczą kontynuowano również w 2016, 2020, 2022 i 2023. Marijan Rističević otrzymywał ponownie mandatowe miejsce na liście skupionej wokół postępowców, zapewniając sobie poselską reelekcję.